# ソードアート・オンラインのディスコグラフィ
ソードアート・オンラインのディスコグラフィでは、『ソードアート・オンライン』およびその関連作品群のCDについて記述する。

## アニメ関連

### 『ソードアート・オンライン ソングコレクション』
2014年8月27日にアニプレックスから発売された、テレビアニメ『ソードアート・オンライン』（Extra Edition除く）のBD / DVD特典CDに収録されていたキャラクターソングなどに加え、新たなキャラクターソングも収録されているアルバム。
収録内容
1. 「My Independent Destiny」
作詞 - hotaru / 作曲 - yamazo / 編曲 - SAO MUSIC GUILD / 歌 - アスナ（戸松遥）
2. 「Memory Heart Message」
作詞 - hotaru / 作曲 - 中山真斗 / 編曲 - SAO MUSIC GUILD / 歌 - サチ（早見沙織）
3. 「☆Lovely Super Idol☆」
作詞 - hotaru / 作曲 - やしきん / 編曲 - SAO MUSIC GUILD / 歌 - シリカ（日高里菜）
4. 「Cheer! Tear? Cheer!!」
作詞 - hotaru / 作曲 - Tom-H@ck / 編曲 - SAO MUSIC GUILD / 歌 - リズベット（高垣彩陽）
5. 「I know “ai”」
作詞 - hotaru / 作曲 - やしきん / 編曲 - SAO MUSIC GUILD / 歌 - ユイ（伊藤かな恵）
6. 「Face to You」
作詞 - hotaru / 作曲 - yamazo / 編曲 - SAO MUSIC GUILD / 歌 - 桐ヶ谷直葉（竹達彩奈）
7. 「Sky The Graffiti」
作詞 - hotaru / 作曲 - Tom-H@ck / 編曲 - SAO MUSIC GUILD / 歌 - リーファ（竹達彩奈）
8. 「Sword & Soul」
作詞 - hotaru / 作曲 - 中山真斗 / 編曲 - SAO MUSIC GUILD / 歌 - キリト（松岡禎丞）
9. 「Sing All Overtures」
作詞 - hotaru / 作曲 - yamazo、やしきん、中山真斗、Tom-H@ck / 編曲 - SAO MUSIC GUILD / 歌 - キリト（松岡禎丞）、アスナ（戸松遥）、リーファ（竹達彩奈）、ユイ（伊藤かな恵）、シリカ（日高里菜）、リズベット（高垣彩陽）
10. 「white flower garden」
作詞 - hotaru / 作曲・編曲 - 中山真斗 / 歌 - アスナ（戸松遥）
11. 「Party-go-round」
作詞 - hotaru / 作曲・編曲 - yamazo / 歌 - シリカ（日高里菜）、リズベット（高垣彩陽）
12. 「crossing field」
作詞・作曲 - 渡辺翔 / 編曲 - とく / 歌 - LiSA
13. 「ユメセカイ」
作詞 - 古屋真 / 作曲 - 南田健吾 / 編曲 - 古川貴浩 / 歌 - 戸松遥
14. 「INNOCENCE」
作詞 - Eir、重永亮介 / 作曲 - 重永亮介 / 編曲 - 下川佳代、重永亮介 / 歌 - 藍井エイル
15. 「Overfly」
作詞・作曲・編曲 - Saku / 歌 - 春奈るな

### 『ソードアート・オンライン ソングコレクションII』
2017年3月21日にアニプレックスから発売された、テレビアニメ『ソードアート・オンライン』（Extra Edition）及び『ソードアート・オンラインII』のBD / DVD特典CDに収録されていたキャラクターソングなどが収録されているアルバムの第2弾。
収録内容
DISK1
1. 「SOLITARY BULLET」
作詞 - hotaru / 作曲・編曲 - yamazo / 歌 - シノン（沢城みゆき）
2. 「BLAZING BULLET」
作詞 - hotaru / 作曲・編曲 - 中山真斗 / 歌 - キリト（松岡禎丞）、シノン（沢城みゆき）
3. 「MAD BULLET”S”」
作詞 - hotaru / 作曲・編曲 - やしきん / 歌 - デス・ガン（保志総一朗）、新川恭二（花江夏樹）
4. 「RELIEF BULLET」
作詞 - hotaru / 作曲・編曲 - yamazo / 歌 - 朝田詩乃（沢城みゆき）
5. 「Memorial Calibur」
作詞 - hotaru / 作曲・編曲 - やしきん / 歌 - リーファ（竹達彩奈）、ユイ（伊藤かな恵）、シリカ（日高里菜）、リズベット（高垣彩陽）
6. 「Liberty Rosario」
作詞 - hotaru / 作曲・編曲 - 中山真斗 / 歌 - ユウキ（悠木碧）
7. 「Tomorrow’s Rosario」
作詞 - hotaru / 作曲・編曲 - Tom-H@ck / 歌 - アスナ（戸松遥）
8. 「Sleepless Legend」
作詞 - hotaru / 作曲・編曲 - 中山真斗 / 歌 - ユウキ（悠木碧）、シウネー（嶋村侑）、ジュン（山下大輝）、テッチ（こぶしのぶゆき）、タルケン（田丸篤志）、ノリ（田野アサミ）、アスナ（戸松遥）
9. 「空へと宛てた手紙」
作詞 - hotaru / 作曲・編曲 - eba / 歌 - アスナ（戸松遥）、ユウキ（悠木碧）
10. 「Heart Sweet Heart」
作詞 - hotaru / 作曲・編曲 - やしきん / 歌 - ユイ（伊藤かな恵）

DISK2
1. 「IGNITE」
作詞 - Eir、小川智之 / 作曲 - 小川智之 / 編曲 - Saku / 歌 - 藍井エイル
2. 「Startear」
作詞 - 春奈るな、Saku / 作曲・編曲 - Saku / 歌 - 春奈るな
3. 「courage」
作詞・作曲 - Nori / 編曲 - 古川貴浩 / 歌 - 戸松遥
4. 「No More Time Machine」
作詞 - 古屋真 / 作曲 - 野間康介 / 編曲 - やしきん / 歌 - LiSA
5. 「セパレイト・ウェイズ」
作詞・作曲 - 鈴木健太朗 / 編曲 - 古川貴浩 / 歌 - 戸松遥
6. 「シルシ」
作詞・歌 - LiSA / 作曲 - カヨコ / 編曲 - 堀江晶太
7. 「シンシアの光」
作詞・作曲・編曲 - 新井弘毅 / 歌 - 藍井エイル
8. 「夜の虹を越えて」
作詞 - 大塚利恵 / 作曲・編曲 - 安永龍平 / 歌 - 春奈るな

### 『ソードアート・オンライン ミュージックコレクション』
2016年1月26日にアニプレックスから発売された、テレビアニメ『ソードアート・オンライン』及び『ソードアート・オンラインII』のサウンドトラックが収録されているアルバム。初回生産限定盤には2015年2月1日にパシフィコ横浜で行われた「ソードアート・オンライン Sing All Overtures」のライブ映像を収録したBDが付属している。
収録内容
DISK1 - 4
サウンドトラック（全131曲）
全作曲 - 梶浦由記
DISK5（初回生産限定盤特典BD）
ライブ映像（全9曲分）

### 『劇場版 ソードアート・オンライン -オーディナル・スケール- Original Soundtrack』
2017年2月21日にアニプレックスから発売された、劇場アニメ『劇場版 ソードアート・オンライン -オーディナル・スケール-』のサウンドトラックがDISK1に、劇中歌がDISK2にそれぞれ収録されているアルバム。
収録内容
DISK1
サウンドトラック（全50曲）
全作曲 - 梶浦由記
DISK2
1. 「Ubiquitous dB」
作詞 - hotaru / 作曲・編曲 - やしきん / 歌 - ユナ（神田沙也加）
2. 「longing」
作詞・作曲・編曲 - 梶浦由記 / 歌 - ユナ（神田沙也加）
3. 「delete」
作詞・作曲・編曲 - 梶浦由記 / 歌 - ユナ（神田沙也加）
4. 「Break Beat Bark!」
作詞 - hotaru / 作曲・編曲 - eba / 歌 - ユナ（神田沙也加）
5. 「smile for you」
作詞・作曲・編曲 - 梶浦由記 / 歌 - ユナ（神田沙也加）

## BD / DVD特典CD
BD / DVDの限定版に特典として同梱されているCD。キャラクターソングやサウンドトラックが収録されている。
| 巻                | 曲名                                                         | 作詞              | 作曲                              | 編曲              | 歌 | 備考                   |
| テレビアニメ第1期 | テレビアニメ第1期                                            | テレビアニメ第1期 | テレビアニメ第1期                 | テレビアニメ第1期 | テレビアニメ第1期 | テレビアニメ第1期      |
| ----------------- | ------------------------------------------------------------ | ----------------- | --------------------------------- | ----------------- | --- | ---------------------- |
| 1                 | 「My Independent Destiny」                                   | hotaru            | yamazo                            | SAO MUSIC GUILD   | アスナ（戸松遥） | オフヴォーカル版も収録 |
| 2                 | 「Memory Heart Message」                                     | hotaru            | 中山真斗                          | SAO MUSIC GUILD   | サチ（早見沙織） | オフヴォーカル版も収録 |
| 2                 | 「☆Lovely Super Idol☆」                                      | hotaru            | やしきん                          | SAO MUSIC GUILD   | シリカ（日高里菜） | オフヴォーカル版も収録 |
| 3                 | 「Cheer! Tear? Cheer!!」                                     | hotaru            | Tom-H@ck                          | SAO MUSIC GUILD   | リズベット（高垣彩陽）                                                                                                | オフヴォーカル版も収録 |
| 4                 | Original Soundtrack vol.1                                    | -                 | 梶浦由記                          | -                 | - | 全33曲                 |
| 5                 | 「I know "ai"」                                              | hotaru            | やしきん                          | SAO MUSIC GUILD   | ユイ（伊藤かな恵） | オフヴォーカル版も収録 |
| 6                 | 「Face to You」                                              | hotaru            | yamazo                            | SAO MUSIC GUILD   | 桐ヶ谷直葉（竹達彩奈）                                                                                                | オフヴォーカル版も収録 |
| 7                 | Original Soundtrack vol.2                                    | -                 | 梶浦由記                          | -                 | - | 全27曲                 |
| 8                 | 「Sky The Graffiti」                                         | hotaru            | Tom-H@ck                          | SAO MUSIC GUILD   | リーファ（竹達彩奈）                                                                                                  | オフヴォーカル版も収録 |
| 8                 | 「Sword & Soul」                                             | hotaru            | 中山真斗                          | SAO MUSIC GUILD   | キリト（松岡禎丞） | オフヴォーカル版も収録 |
| 9                 | 「Sing All Overtures」                                       | hotaru            | yamazo やしきん 中山真斗 Tom-H@ck | SAO MUSIC GUILD   | キリト（松岡禎丞） アスナ（戸松遥） リーファ（竹達彩奈） ユイ（伊藤かな恵） シリカ（日高里菜） リズベット（高垣彩陽） | オフヴォーカル版も収録 |
| Ex                | 「Heart Sweet Heart」                                        | hotaru            | やしきん                          | やしきん          | ユイ（伊藤かな恵） | オフヴォーカル版も収録 |
| テレビアニメ第2期 |                                                              |                   |                                   |                   | |                        |
| 1                 | 「SOLITARY BULLET」                                          | hotaru            | yamazo                            | yamazo            | シノン（沢城みゆき）                                                                                                  | オフヴォーカル版も収録 |
| 2                 | 「BLAZING BULLET」                                           | hotaru            | 中山真斗                          | 中山真斗          | キリト（松岡禎丞） シノン（沢城みゆき）                                                                               | オフヴォーカル版も収録 |
| 3                 | Original Soundtrack II vol.1                                 | -                 | 梶浦由記                          | -                 | - | 全37曲                 |
| 4                 | 「MAD BULLET"S"」                                            | hotaru            | やしきん                          | やしきん          | 新川昌一（保志総一朗） 新川恭二（花江夏樹）                                                                           | オフヴォーカル版も収録 |
| 5                 | 「RELIEF BULLET」                                            | hotaru            | yamazo                            | yamazo            | 朝田詩乃（沢城みゆき）                                                                                                | オフヴォーカル版も収録 |
| 6                 | 「Memorial Calibur」                                         | hotaru            | やしきん                          | やしきん          | リーファ（竹達彩奈） ユイ（伊藤かな恵） シリカ（日高里菜） リズベット（高垣彩陽）                                     | オフヴォーカル版も収録 |
| 7                 | Original Soundtrack II vol.2                                 | -                 | 梶浦由記                          | -                 | - | 全19曲                 |
| 8                 | 「Liberty Rosario」                                          | hotaru            | 中山真斗                          | 中山真斗          | ユウキ（悠木碧） | オフヴォーカル版も収録 |
| 9                 | 「Tomorrow's Rosario」                                       | hotaru            | Tom-H@ck                          | Tom-H@ck          | アスナ（戸松遥） | オフヴォーカル版も収録 |
| 劇場アニメ        |                                                              |                   |                                   |                   | |                        |
| -                 | 「Ubiquitous dB -special ver.-」                             | hotaru            | やしきん                          | やしきん          | アスナ（戸松遥） シリカ（日高里菜）                                                                                   | オフヴォーカル版も収録 |
| -                 | 「Break Beat Bark! -special ver.-」                          | hotaru            | eba                               | eba               | リズベット（高垣彩陽） シノン（沢城みゆき）                                                                           | オフヴォーカル版も収録 |
| -                 | 「longing -movie ver.-」                                     | 梶浦由記          | 梶浦由記                          | 梶浦由記          | ユナ（神田沙也加） |                        |
| -                 | 「delete -movie ver.-」                                      | 梶浦由記          | 梶浦由記                          | 梶浦由記          | ユナ（神田沙也加） |                        |
| -                 | 「smile for you -movie ver.-」                               | 梶浦由記          | 梶浦由記                          | 梶浦由記          | ユナ（神田沙也加） |                        |
| テレビアニメ第3期 |                                                              |                   |                                   |                   | |                        |
| 1                 | Symphonic Alicization Orchestra #1 「Beginning the destiny」 | hotaru            | 百石元                            | 百石元            | キリト（松岡禎丞） ユージオ（島﨑信長） アリス（茅野愛衣）                                                            | オフヴォーカル版も収録 |
| 2                 | Symphonic Alicization Orchestra #2 「Holding the shadows」   | hotaru            | やしきん                          | やしきん          | 結城明日奈（戸松遥） 神代凛子（小林沙苗）                                                                             | オフヴォーカル版も収録 |
| 3                 | Symphonic Alicization Orchestra #3 「Cherishing the memory」 | hotaru            | eba                               | eba               | ソルティリーナ（潘めぐみ) ロニエ（近藤玲奈） ティーゼ（石原夏織）                                                     | オフヴォーカル版も収録 |
| 4                 | Symphonic Alicization Orchestra #4 「Finding the hope」      | hotaru            | 岸田勇気                          | 岸田勇気          | カーディナル（丹下桜）                                                                                                | オフヴォーカル版も収録 |
| 4                 | Original Soundtrack Alicization vol.1                        | -                 | 梶浦由記                          | -                 | - | 全27曲                 |
| 5                 | Symphonic Alicization Orchestra #5 「Facing the jail」       | hotaru            | 小森茂生                          | 小森茂生          | ファナティオ（生天目仁美） デュソルバート（花田光） エルドリエ（益山武明）                                            | オフヴォーカル版も収録 |
| 6                 | Symphonic Alicization Orchestra #6 「Rising in revolt」      | hotaru            | 奈良悠樹                          | 奈良悠樹          | アリス（茅野愛衣） キリト（松岡禎丞）                                                                                 | オフヴォーカル版も収録 |
| 7                 | Symphonic Alicization Orchestra #7 「Waking the belief」     | hotaru            | 中山真斗                          | 中山真斗          | ユージオ（島﨑信長）                                                                                                  | オフヴォーカル版も収録 |
| 7                 | Original Soundtrack Alicization vol.2                        | -                 | 梶浦由記                          | -                 | - | 全21曲                 |
| 8                 | Symphonic Alicization Orchestra #8 「Blazing the future」    | hotaru            | yamazo                            | yamazo            | キリト（松岡禎丞） ユージオ（島﨑信長） アリス（茅野愛衣）                                                            | オフヴォーカル版も収録 |
| 8                 | Original Soundtrack Alicization vol.3                        | -                 | 梶浦由記                          | -                 | - | 全22曲                 |

## ドラマCD

### 『アクセル・ワールド+ソードアート・オンライン ドラマCD』
2012年4月6日発売。『アクセル・ワールド』と『ソードアート・オンライン』の両作の話を収録したドラマCD。特典として『アクセル・ワールド』の目覚ましアラームアプリおよび『ソードアート・オンライン』のミニゲームアプリ、『アクセル・ワールド』の禁断の直結ケーブル風イヤホンが同梱されている。
収録内容
1. 第1話『ハルユキの災難』
出演 - ハルユキ（梶裕貴）、黒雪姫（三澤紗千香）、チユリ（豊崎愛生）、ニコ（日高里菜）、パド（川澄綾子）、フーコ（遠藤綾）
2. 第2話『キリトの受難』
出演 - キリト（松岡禎丞）、アスナ（戸松遥）、リーファ（竹達彩奈）、ユイ（伊藤かな恵）、シリカ（日高里菜）、リズベット（高垣彩陽）、シノン（沢城みゆき）、比嘉タケル（野島健児）
3. 第3話『バーサス』
出演 - キリト（松岡禎丞）、ハルユキ（梶裕貴）、リーファ（竹達彩奈）、黒雪姫（三澤紗千香）
4. スペシャル『AW』&『SAO』キャストトーク集
出演 - 梶裕貴、三澤紗千香、豊崎愛生、日高里菜、川澄綾子、遠藤綾、松岡禎丞、戸松遥、竹達彩奈、伊藤かな恵、高垣彩陽、沢城みゆき

### 『ソードアート・オンライン×KYOTO NIPPON FESTIVALドラマCD《古都キョウトの大結界》』
2019年10月25日発売。『ソードアート・オンライン』と『KYOTO NIPPON FESTIVAL 2019』のコラボイベントで販売されたドラマCD。北野天満宮を舞台にしたオリジナルのボイスドラマとなっている。また、商品に封入されているコードを入力することにより手持ちの端末でストリーミング再生ができる。

## ラジオCD
新規に録り下ろされた音声が収録されている。
| タイトル                                       | 発売日                   | 発売元                         | オリコン最高位           |
| ソードアート・オンエアー                       | ソードアート・オンエアー | ソードアート・オンエアー       | ソードアート・オンエアー |
| ---------------------------------------------- | ------------------------ | ------------------------------ | ------------------------ |
| ソードアート・オンエアー Vol.1                 | 2012年8月29日            | 響                             | 97位                     |
| ソードアート・オンエアー Vol.2                 | 2012年12月26日           | 響                             | 156位                    |
| ソードアート・オンエアー Vol.3                 | 2013年4月24日            | 響ミュージック                 | 203位                    |
| ソードアート・オンエアー Vol.4                 | 2013年7月31日            | 響ミュージック                 | 217位                    |
| ソードアート・オンエアーII                     |                          |                                |                          |
| ソードアート・オンエアーII Vol.1               | 2014年9月24日            | ブシロードミュージック         | -                        |
| ソードアート・オンエアーII Vol.2               | 2014年12月24日           | ブシロードミュージック         | -                        |
| ソードアート・オンエアーII Vol.3               | 2015年6月10日            | ブシロードミュージック         | 282位                    |
| ソードアート・オンエアーII Vol.4               | 2015年8月26日            | ブシロードミュージック         | -                        |
| ソードアート・オンエアー アリシゼーション      |                          |                                |                          |
| DJCD ソードアート・オンエアー アリシゼーション | 2019年1月30日            | タブリエ・コミュニケーションズ | -                        |

## ソードアート・オンライン オルタナティブ ガンゲイル・オンライン アニメ関連

### 『To see the future』
2018年5月9日にアニプレックスから発売された楠木ともりによるレン名義のシングル。テレビアニメ『ソードアート・オンライン オルタナティブ ガンゲイル・オンライン』のエンディングテーマが収録されており、ノンクレジットエンディングムービーを収録したBlu-ray Discが梱包されている。
収録内容
CD
1. 「To see the future」
作詞・作曲・編曲 - Jazzin' park / 歌 - レン（楠木ともり）
2. 「To see the future（Instrumental）」
3. 「To see the future（TV size）」

Blu-ray Disc
1. 『ソードアート・オンライン オルタナティブ ガンゲイル・オンライン』ノンクレジットエンディングムービー

### 『ELZA』
2018年5月9日にSACRA MUSICから発売されたReoNaによる神崎エルザ名義のミニアルバム。テレビアニメ『ソードアート・オンライン オルタナティブ ガンゲイル・オンライン』の挿入歌である「Independence」を始め、未使用楽曲も含めた7曲が収録されている。
収録内容
1. 「ピルグリム」
作詞 - ハヤシケイ / 作曲 - rui / 編曲 - 毛蟹 / 歌 - 神崎エルザ（ReoNa）
2. 「step, step」
作詞 - ハヤシケイ / 作曲・編曲 - 毛蟹 / 歌 - 神崎エルザ（ReoNa）
3. 「Disorder」
作詞 - ハヤシケイ / 作曲・編曲 - 毛蟹 / 歌 - 神崎エルザ（ReoNa）
4. 「Independence」
作詞 - ハヤシケイ / 作曲・編曲 - 毛蟹 / 歌 - 神崎エルザ（ReoNa）
5. 「レプリカ」
作詞 - ハヤシケイ / 作曲 - rui / 編曲 - 毛蟹 / 歌 - 神崎エルザ（ReoNa）
6. 「ヒカリ」
作詞 - ハヤシケイ / 作曲・編曲 - 毛蟹 / 歌 - 神崎エルザ（ReoNa）
7. 「Rea(s)oN」
作詞 - ハヤシケイ / 作曲・編曲 - 毛蟹 / 歌 - 神崎エルザ（ReoNa）

### 『Prologue』
2019年6月26日SACRA MUSICから発売されたReoNaによる神崎エルザ名義のシングル。通常盤と初回生産限定盤の2形態で発売されており、初回限定盤の特典として原作者である時雨沢恵一による書き下ろし短編小説と、2019年5月2日に行われたReoNaのアコースティックライブより神崎エルザ名義の「Rea(s)oN」と「Disorder」の2曲のライブ音源が収録されたCDが梱包されている。
収録内容
CD
1. 「ALONE」
作詞 - ハヤシケイ / 作曲・編曲 - 毛蟹 / 歌 - 神崎エルザ（ReoNa）
2. 「Dancer in the Discord」
作詞 - 草野華余子 / 作曲 - 毛蟹 / 編曲 - 堀江晶太 / 歌 - 神崎エルザ（ReoNa）
3. 「葬送の儀」
作詞 - ハヤシケイ / 作曲 - 872wur / 編曲 - 堀江晶太 / 歌 - 神崎エルザ（ReoNa）

BONUS TRACK CD（初回限定盤のみ）
1. 「Rea(s)oN -Acoustic Live ver.-」
2. 「Disorder -Acoustic Live ver.-」

## ソードアート・オンライン オルタナティブ ガンゲイル・オンライン BD / DVD特典CD
BD / DVDの限定版に特典として同梱されているCD。キャラクターソングやサウンドトラックが収録されている。
| 巻 | 曲名                             | 作詞         | 作曲             | 編曲         | 歌                                                                 | 備考                   |
| -- | -------------------------------- | ------------ | ---------------- | ------------ | ------------------------------------------------------------------ | ---------------------- |
| 1  | 「Lucky Girl」                   | Jazzin' park | Jazzin' park     | Jazzin' park | レン（楠木ともり）                                                 | オフヴォーカル版も収録 |
| 2  | 「DNA」                          | Jazzin' park | Jazzin' park     | Jazzin' park | ピトフーイ（日笠陽子）                                             | オフヴォーカル版も収録 |
| 3  | 「FIGHT」                        | Jazzin' park | Jazzin' park     | Jazzin' park | SHINC（朝井彩加、内山夕実、種﨑敦美、白石晴香、M・A・O、森永千才） | オフヴォーカル版も収録 |
| 3  | オリジナルサウンドトラック Vol.1 | -            | Starving Trancer | -            | -                                                                  | 全27曲                 |
| 4  | 「Crazy Cat」                    | Jazzin' park | Jazzin' park     | Jazzin' park | フカ次郎（赤﨑千夏）                                               | オフヴォーカル版も収録 |
| 4  | オリジナルサウンドトラック Vol.2 | -            | Starving Trancer | -            | -                                                                  | 全22曲                 |
| 5  | 「Special Amore」                | Jazzin' park | Jazzin' park     | Jazzin' park | ピトフーイ（日笠陽子） エム（興津和幸）                            | オフヴォーカル版も収録 |
| 6  | 「雨のち晴れ」                   | Jazzin' park | Jazzin' park     | Jazzin' park | 小比類巻香蓮（楠木ともり）                                         | オフヴォーカル版も収録 |

## ソードアート・オンライン オルタナティブ ガンゲイル・オンライン ラジオCD
新規に録り下ろされたラジオが収録されている。
| タイトル                                                                  | 発売日        | 発売元                         |
| ------------------------------------------------------------------------- | ------------- | ------------------------------ |
| DJCD ソードアート・オンライン オルタナティブ ガンゲイル・オフライン Vol.1 | 2018年5月30日 | タブリエ・コミュニケーションズ |